# Lieke van der Linden
Lieke Anna van der Linden (* 15. Mai 2001 in Utrecht) ist eine niederländische Handballspielerin auf der Position Handballtorwart. Auch als Beachhandballspielerin spielt sie auf dieser Position und ist niederländische Nationalspielerin.
Van der Linden studiert Integrale Sicherheitswissenschaften am Saxion in Deventer.

## Hallenhandball
Lieke van der Linden lebt in Cothen. Sie begann im Alter von vier Jahren mit dem Handball und seit sie acht Jahre alt ist spielt sie es im Verein. Sie besuchte die Handball Academy in Amsterdam. Ihre Ausbildung erhielt sie beim Erstligisten VOC Amsterdam. In der Saison 2018/19 spielte sie mit VOC im EHF-Pokal, scheiterte aber schon in der ersten Runde an IUVENTA Michalovce aus der Slowakei. Zudem wurde sie mit der Mannschaft 2019 niederländische Meisterin. 2020 wechselte sie zum Ligakonkurrenten Borhave Bornse HV. Ein Jahr später schloss sich van der Linden dem deutschen Bundesligisten SG BBM Bietigheim an. Mit Bietigheim gewann sie 2021 den DHB-Supercup, 2022 die deutsche Meisterschaft, 2022 die EHF European League sowie 2022 den DHB-Pokal. Seit der Saison 2022/23 steht sie beim Ligakonkurrenten TSV Bayer 04 Leverkusen unter Vertrag.
2018 belegte van der Linden mit der niederländischen U18-Nationalmannschaft in Polen nach einem deutlichen Sieg im Platzierungsspiel über Spanien den siebten Platz. Mit fast 50 % gehaltenen Bällen hatte sie in dem Spiel einen nennenswerten Anteil an der guten niederländischen Platzierung. 2020 wurde sie als Ersatzspielerin in den erweiterten Kader der niederländischen U-20-Nationalmannschaft berufen.

## Beachhandball
Ihre bislang größeren Erfolge erreichte van der Linden im Beachhandball, wo sie 2016 in Nazaré erstmals an Junioreneuropameisterschaften (U 16) teilnahm. Die Niederlande starteten mit drei Siegen in das Turnier. Als Gruppenerste zogen die Niederländerinnen in das Viertelfinale gegen Italien ein, das sie in zwei Sätzen klar schlugen. Das hart umkämpfte Halbfinale gegen Norwegen gewannen die Niederlande im Shootout. Im Finale trafen die Niederländerinnen auf Spanien, das sie in zwei Sätzen bezwangen und vor allem in der ersten Hälfte mit 17:6 Punkten dominierten. Van der Linden bestritt beim Titelgewinn ihrer Mannschaft alle möglichen sieben Spiele.
Auch 2017 gehörte van der Linden am Jarun-See bei Zagreb zum niederländischen Aufgebot bei den Junioreneuropameisterschaften (U 17). In der Vorrunde gelangen gegen die Ukraine, Rumänien, Polen und Deutschland klare Zweisatzsiege, nur beim letzten Spiel gegen den Mitfavoriten Ungarn gewannen die Niederländerinnen erst im Shootout. Gegen Polen erzielte van der Linden die für eine Torhüterin ungewöhnlich hohe Zahl von acht Punkten und war damit hinter Anna Buter und Lynn Klesser mit je 10 Punkten drittbeste Werferin. Als unbesiegte Gruppenerste gingen die Niederländerinnen in die K.-o.-Spiele. Auch das Viertelfinalspiel gegen Litauen wurde klar gewonnen. Im Halbfinale wurde Deutschland im Shootout besiegt. Das Finale gegen die Auswahl Portugals wurde in zwei hart umkämpften Durchgängen gewonnen und die Niederländerinnen gewannen erneut den Titel. Abgesehen von drei Spielen, darunter im ersten und im Finale, erzielte van der Linden in jedem der Spiele mindestens zwei Punkte, im Spiel gegen Rumänien war sie nach Lynn Klesser mit acht erzielten Punkten sogar zweitbeste Werferin.
Im Monat darauf gehörte van der Linden zur niederländischen Auswahl, die an den erstmals ausgetragenen U-17-Weltmeisterschaften in Flic-en-Flac auf Mauritius teilnahm. Nach einem deutlichen Sieg über Taiwan in ihrer Vorrundengruppe waren sie als erste der Gruppe für die Hauptrunde qualifiziert, da die beiden anderen Gruppengegnerinnen aus Brasilien und Togo ihre Mannschaften zurückgezogen hatten. In der Hauptrunden-Gruppe wurden mit Kroatien, Argentinien und Ungarn drei Weltklasse-Nachwuchsmannschaften besiegt, wenngleich Argentinien und Ungarn erst im Shootout. Verlustpunktfrei gingen die Niederländerinnen in die K.-o.-Spiele. Nach einem Sieg im Viertelfinale über Thailand wurde im Halbfinale Argentinien besiegt. Erst im Finale musste van der Linden mit ihrer Mannschaft die erste Niederlage des Turniers hinnehmen, sie unterlagen Ungarn im Shootout.
Bei den U-18-Junioreneuropameisterschaften 2018 in Ulcinj, Montenegro ersetzten Iris Hoekenga sowie Zoë Bron Lieke van der Linden und Lisanne Bakker, die bis dato immer gemeinsam das Torhüterduo gebildet hatten. Mit dem zweiten Platz gelang in dem Turnier die Qualifikation für die Olympischen Jugendspiele im Jahr darauf.

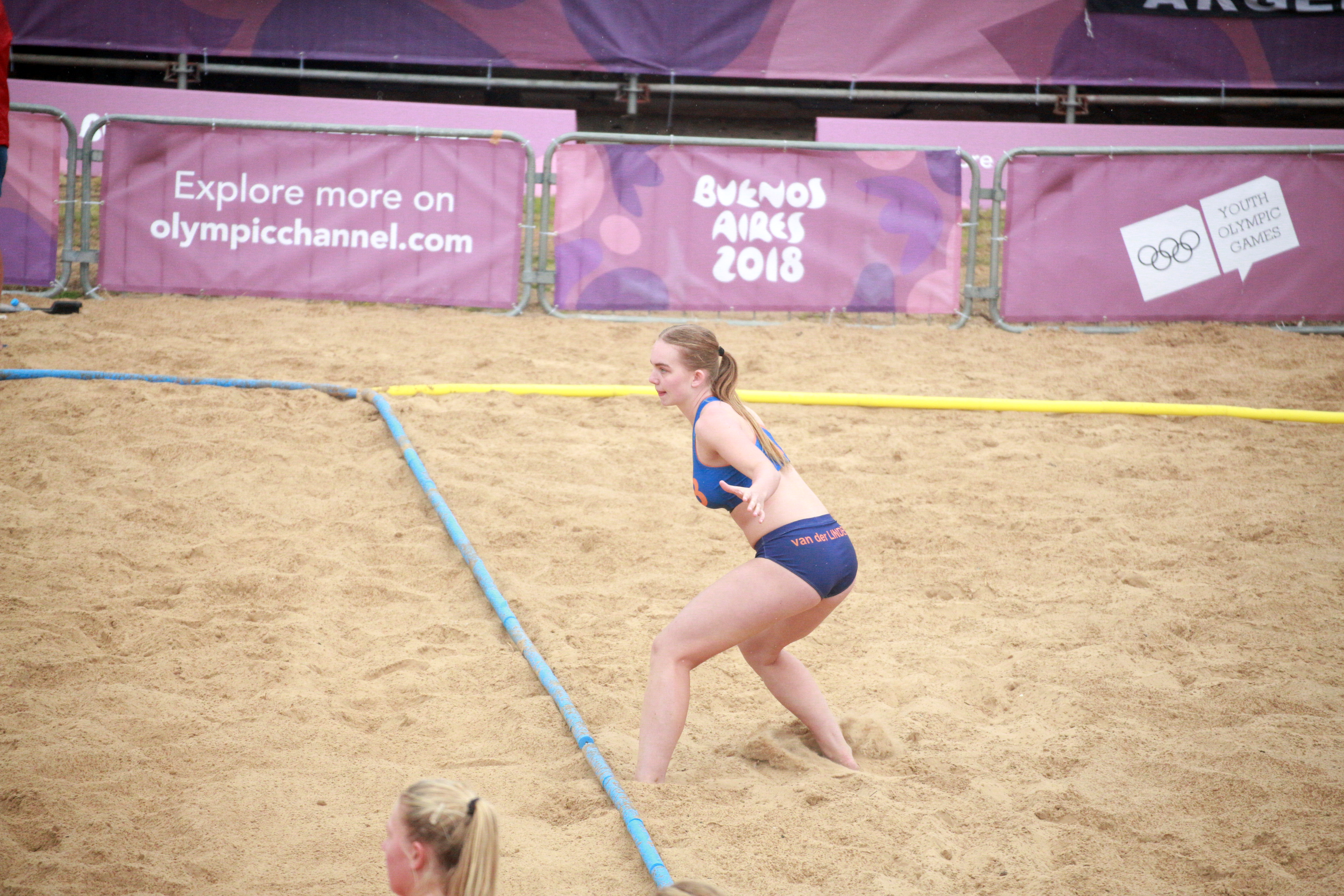
Van der Linden erwartet einen Torwurf im Shootout in der Hauptrunde der Olympischen Jugendspiele im Spiel gegen Kroatien

Zum Höhepunkt und Abschluss der Juniorinnenzeit wurde die Teilnahme an den Olympischen Jugend-Sommerspielen 2018 in Buenos Aires, bei denen erstmals im Rahmen Olympischer Spiele Beachhandball ausgetragen wurde und van der Linden wieder mit Bakker das Torwartduo bildete. Beim ersten Sieg gegen Paraguay wehrte sie ein Drittel der gegnerischen Schüsse ab. Noch besser war ihre Quote mit 50 % gehaltenen Würfen im zweiten Spiel gegen Hongkong, einem herausragenden Wert. Beim Sieg gegen die Türkei hielt sie vier der neun gegnerischen Würfe, beim Sieg im Shootout gegen Venezuela konnte sie hingegen nicht einen der neun gegnerischen Versuche abwehren. Beim abschließenden Sieg über die starken Gastgeberinnen hielt sie mehr als ein Viertel der gegnerischen Torversuche.

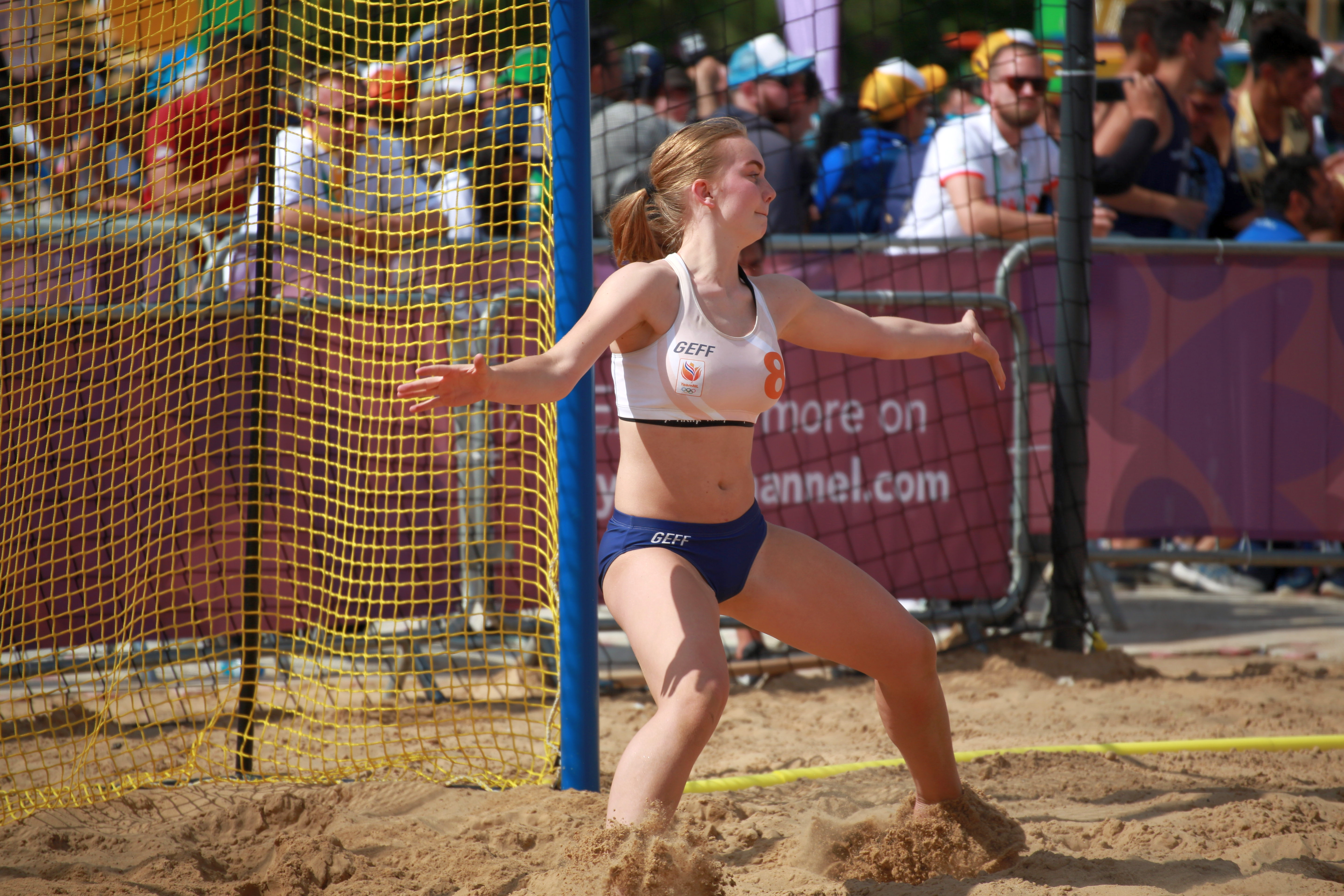
Van der Linden im Spiel um die Bronzemedaille bei den Olympischen Jugendspielen

Beim ersten Spiel in der Hauptrunde, einem 2-1-Sieg im Shootout über Chinesisch Taipeh (Taiwan) hatte van der Linden im Gegensatz zu der in diesem Match groß aufspielenden Bakker kaum Einsatzzeiten und konnte auch nur einen der gegnerischen fünf Würfe auf ihr Tor halten. Beim Sieg im Shootout über Kroatien hielt sie erneut nur einen von nun sieben Würfen und erreichte damit einen eher schwachen Wert, konnte aber einen Ball erobern und versuchte in diesem Spiel ein direct goal zu erzielen, womit sie jedoch scheiterte. Bei der Niederlage im Shootout gegen die Ungarinnen konnte sie ihre Quote wieder etwas verbessern und hielt zwei der sieben ungarischen Torversuche. Trotz der Niederlage erreichten die Niederlande als Gruppenerste die Halbfinals. Nach einem bis dahin überzeugenden Turnier unterlagen sie hier jedoch der Mannschaft Kroatiens klar in zwei Sätzen. Van der Linden konnte in diesem Spiel zum zweiten Mal im Turnier nicht einen gegnerischen Wurf halten und musste sechsmal hinter sich greifen. Auch das Spiel um die Bronzemedaille verloren die Niederländerinnen gegen die Vertretung Ungarns, die Dauerrivalen der letzten Jahre. In diesem Spiel zeigte van der Linden wieder eine bessere Leistung und hielt ein Drittel der gegnerischen Würfe. Als einzige niederländische Spielerin blieb sie im Turnierverlauf gänzlich ohne eigenen Treffer und agierte in den meisten Spielen nur als zweite Torhüterin hinter der zumeist beginnenden Bakker.

## Erfolge
Olympische Jugendspiele
- 2018: 4.

Junioren-Weltmeisterschaften im Beachhandball
- 2017: 2.

Junioren-Europameisterschaften im Beachhandball
- 2016: 1.  (U 16)
- 2017: 1.  (U 17)

Deutsche Meisterschaft
- 2022: 1.

DHB-Pokal
- 2022: 1.

DHB-Supercup
- 2021: 1.

EHF European League
- 2022: 1.

## Einzelbelege
1. ↑  Borhave: ? | Keeperstalent van de handbalacademie naar Borhave. In: H.V. Borhave. 2. Mai 2020, abgerufen am 15. Mai 2021 (niederländisch).
2. ↑  Liekevdlinden: Liekevdlinden's Profiel. Abgerufen am 15. Mai 2021 (niederländisch).
3. ↑  HandbalAcademie Selectie Dames. Abgerufen am 15. Mai 2021 (niederländisch).
4. ↑  European Handball Federation - 2018/19 Women's EHF Cup / Match Details. Abgerufen am 15. Mai 2021 (englisch).
5. ↑  Borhave: ? | Keeperstalent van de handbalacademie naar Borhave. In: H.V. Borhave. 2. Mai 2020, abgerufen am 15. Mai 2021 (niederländisch).Borhave: ? | Prima competitiestart Borhave, afgetekende derbywinst op DSVD. In: H.V. Borhave. 14. September 2020, abgerufen am 15. Mai 2021 (niederländisch).Jolien: Alles is nieuw voor Voorwaarts. 15. Februar 2020, abgerufen am 15. Mai 2021 (niederländisch).
6. ↑  handball-world.news: SG BBM Bietigheim verpflichtet niederländisches Torwarttalent vom 10. Juli 2021, abgerufen am 10. Juli 2021.
7. ↑  handball-world.news: Bayer Leverkusen verpflichtet Torhüter der SG BBM Bietigheim vom 12. April 2022, abgerufen am 12. April 2022
8. ↑  IHF | News. Abgerufen am 15. Mai 2021.
9. ↑  Kwiek-speelsters met Jong Oranje naar Duitsland. 16. September 2020, abgerufen am 15. Mai 2021 (niederländisch).
10. ↑  Borhave: ?? | Lieke van der Linden op de reservelijst voor Jong Oranje! In: H.V. Borhave. 16. September 2020, abgerufen am 15. Mai 2021 (niederländisch).
11. ↑  European Handball Federation - 2016 Women's ECh Beach Handball 16 / Match Details. Abgerufen am 21. Juli 2020 (englisch).
12. ↑  European Handball Federation - 2016 Women's ECh Beach Handball 16 / Match Details. Abgerufen am 21. Juli 2020 (englisch).
13. ↑  European Handball Federation - 2016 Women's ECh Beach Handball 16 / Match Details. Abgerufen am 21. Juli 2020 (englisch).
14. ↑  European Handball Federation - 2016 Women's ECh Beach Handball 16 / Match Details. Abgerufen am 21. Juli 2020 (englisch).
15. ↑  European Handball Federation - 2017 Women's Ech Beach Handball 17 / Match Details. Abgerufen am 6. Juli 2020 (englisch).
16. ↑  European Handball Federation - 2017 Women's Ech Beach Handball 17 / Match Details. Abgerufen am 6. Juli 2020 (englisch).
17. ↑  European Handball Federation - 2017 Women's Ech Beach Handball 17 / Match Details. Abgerufen am 6. Juli 2020 (englisch).
18. ↑  handball-world: Beach-EM: Niederlande und Spanien sichern sich Titel bei der U17. Abgerufen am 15. März 2022.
19. ↑  European Handball Federation - 2017 Women's Ech Beach Handball 17 / Match Details. Abgerufen am 6. Juli 2020 (englisch).
20. ↑  DiemerNieuws - 20 juli 2017. Abgerufen am 2. September 2020.
21. ↑  European Handball Federation - 2018 Women's ECh Beach Handball 18 / Match Details. Abgerufen am 2. September 2020 (englisch).
22. ↑  Zoe van Giersbergen en Lieke van der Linden. Abgerufen am 15. Mai 2021 (niederländisch).
23. ↑  Advance Communications: Nederlands Beach Handbalteam U18 gaat voor Olympisch goud! | Handbalstartpunt - Dé handbalwebsite van Nederland. Abgerufen am 30. September 2019 (niederländisch).
24. ↑  2018 Summer Youth Olympics Official Result Book Beach handball

| Personendaten    | Personendaten                     |
| ---------------- | --------------------------------- |
| NAME             | Linden, Lieke van der             |
| ALTERNATIVNAMEN  | Linden, Lieke Anna van der        |
| KURZBESCHREIBUNG | niederländische Handballspielerin |
| GEBURTSDATUM     | 15. Mai 2001                      |
| GEBURTSORT       | Utrecht                           |